# Elachista subocellea
Elachista subocellea là một loài bướm đêm thuộc họ Elachistidae. Nó được tìm thấy ở Fennoscandia to bán đảo Iberia, Ý và România và from Ireland to Ba Lan.
Sải cánh dài 8–10 mm. Con trưởng thành bay từ tháng 6 đến tháng 7.
The larvae feed internally on leaves of Brachypodium sylvaticum và Brachypodium pinnatum.